# Longitud eléctrica
La longitud eléctrica es una unidad de medida que se usa en el estudio de líneas de transmisión de energía eléctrica. Normalmente se designa esta magnitud con la letra θ.
Se define como el producto entre la constante de fase de la onda y la distancia a la que están separados de la carga. Así:
θ = β · d
Desarrollando esta fórmula:
θ = β · d = (2π/λ) · d = 2π · d / λ
que expresa la distancia a la carga en función de la longitud de onda.
Este parámetro depende de la frecuencia: parece que la carga "está más lejos" (en longitud eléctrica) cuando aumenta la distancia. Esto es porque hay que recorrer más periodos espaciales de la onda (longitudes de onda).
- Datos: Q474129